# Brits korthaar

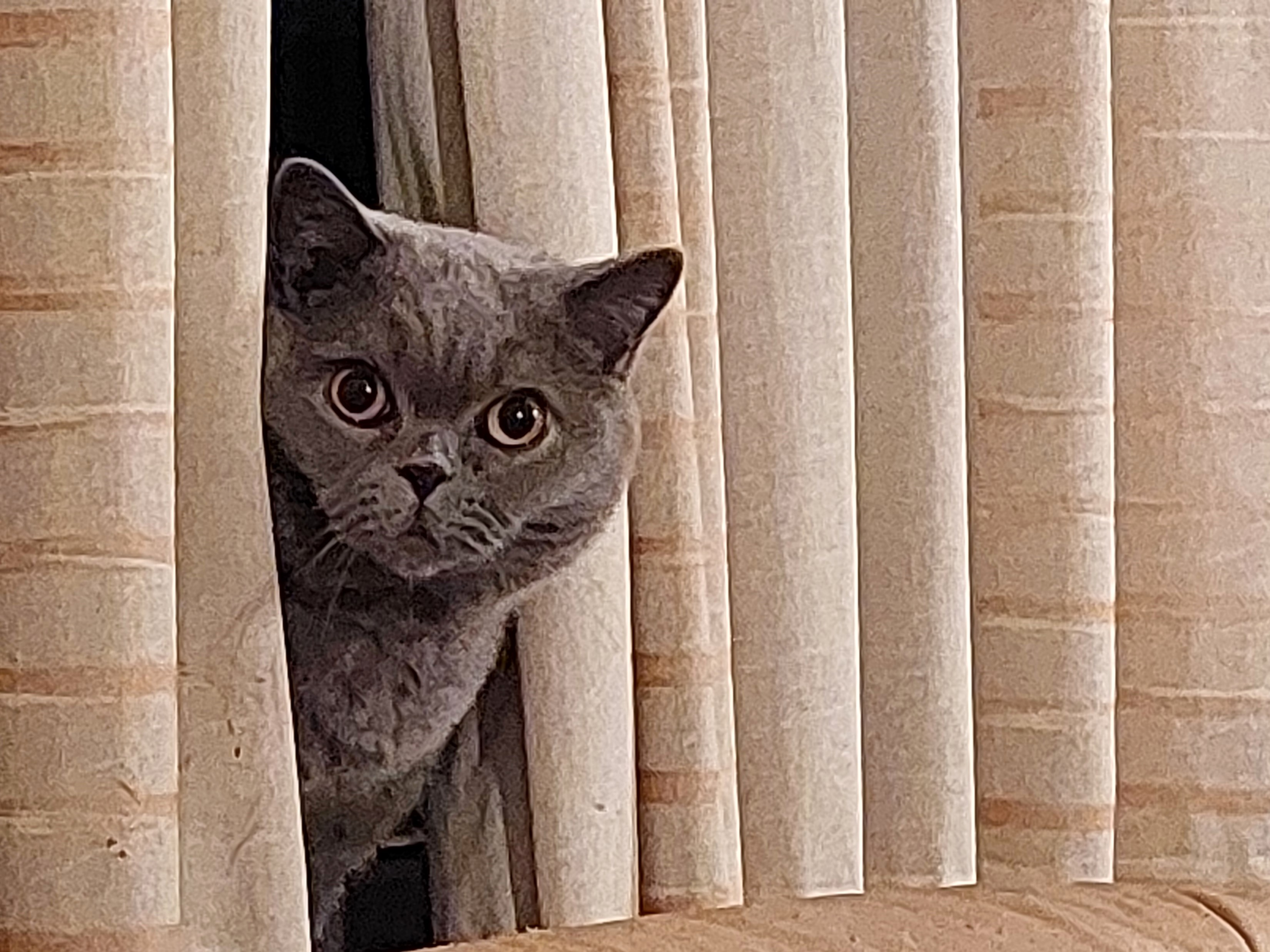
Grijsblauwe Britse korthaar

De Brits korthaar is een kortharig kattenras.

## Herkomst

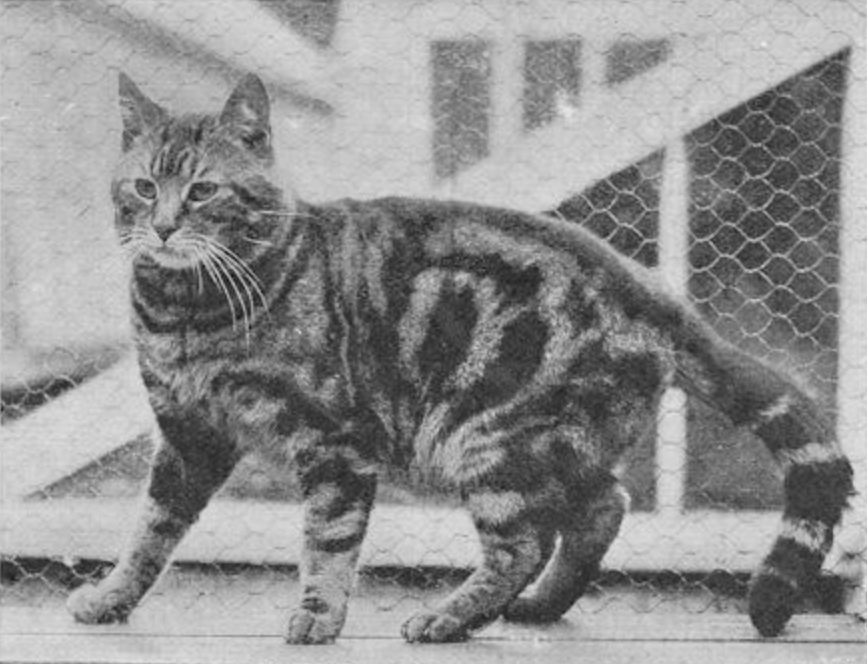
Xénophon (1892-1903), een van de stamvaders van het ras. Hij was een zwartgemarmerde kater en meervoudig kampioen bij Britse kattententoonstellingen.

Het is een stevige, gedrongen kat die aan het eind van de 19e eeuw in Engeland gefokt werd voor specifieke kleur en tekening in de vacht. Door het kruisen met perzen kregen de Brits kortharen meer lichaamsvolume en kopomvang. Als gevolg van die kruisingen worden er af en toe langharige kittens geboren, die door de meeste Brits korthaarfokkers als erfenis uit het verleden worden aangezien en als huisdier worden verkocht. Sommige fokkers kiezen ervoor om het kattenras door te fokken onder de naam Brits langhaar of Lowlander.

## Uiterlijk

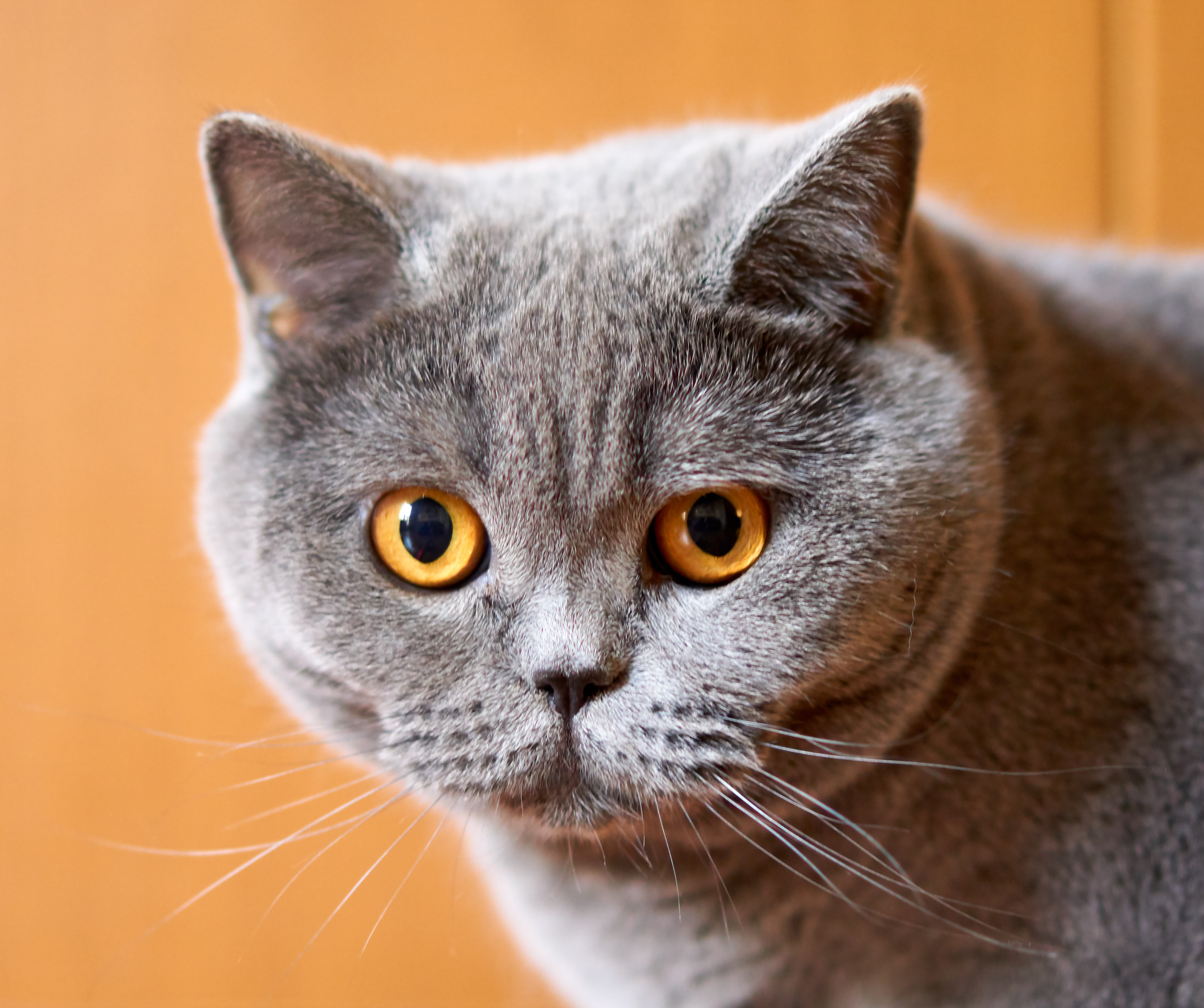
Kopstudie effen-blauwe poes

Het ras heeft in verhouding kleine oren en grote ronde ogen, en vooral de katers hebben erg bolle wangen. Het is een grote en gespierde kat met een relatief korte, dikke staart waarvan de top lichtjes afgerond is. Vroeger kwam het ras voornamelijk in de kleur effen-blauw voor. Daarnaast waren crème, blauwschildpad en zwartzilver ook veelvoorkomende kleuren en patronen. Tegenwoordig komt het ras voor in bijna alle mogelijke kleuren en patronen, aangezien andere kleurfactoren en patronen/aftekeningen het ras binnengefokt zijn in de loop der jaren. Zo komen ook de Oosterse kleuren chocolade (chocolate), lila (lilac), kaneel (cinnamon), alsmede de Oosterse colorpoint - aftekening in het ras voor zoals blue point, lilac point, cream point, seal point , chocolate point en de enorm zeldzame varianten cinnamon point en fawn point. Tegenwoordig zijn de meest populaire kleurslagen effen-blauw en effen-lilac , maar de laatste jaren is er meer vraag naar de cinnamon of chocolate varianten, echter zie je deze nog niet zo vaak, aangezien deze kleuren moeilijker te fokken zijn. De Brits korthaar heeft een korte en dichte vacht, die niet plat tegen het lichaam ligt. Ook hebben de katten (behalve de zilvervariant) een goed ontwikkelde ondervacht met fijne dichte textuur. Vaak zijn de ogen diepwarm oranje van kleur.

## Karakter

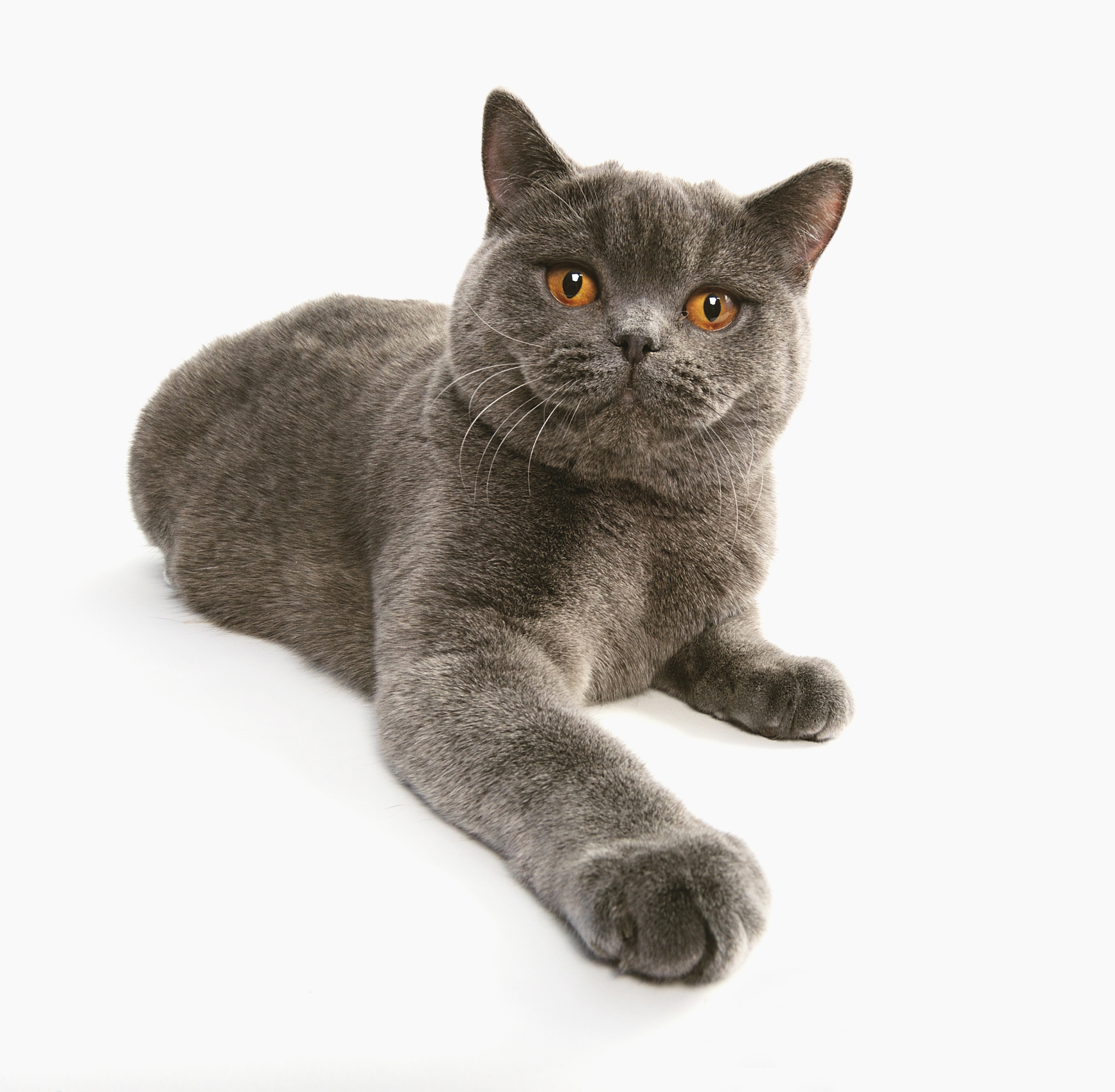
Effen-blauw

De Brits korthaar is niet veeleisend in de omgang en evenwichtig van aard. Het karakter is rustig en introvert. Het dier is geen aandachtvrager, maar maakt subtiel door zacht miauwen of bij de eigenaar te komen zitten, duidelijk dat aandacht nodig is. Hoewel er dieren zijn die dit wel doen is het ras in het algemeen geen echte schootkat, maar zit liefst dicht in de buurt naast de mensen op de bank of naast de stoel. Het zijn geen katten om veel op te tillen, ze bezitten een eigen onafhankelijkheid en volgen de huiselijke activiteiten op kleine afstand. Een Brits korthaar heeft vaak weinig behoefte om naar buiten te gaan en kan prima binnenshuis leven, kan prima fungeren als enig huisdier en stelt, indien gekozen wordt voor een andere kat of hond, prijs op een dier met een gelijkaardig rustig karakter.

## Erfelijke aandoeningen
Er komen bij dit ras vaker dan bij niet-raskatten twee op termijn dodelijke, erfelijke ziektes voor. Hypertrofische cardiomyopathie (HCM) resulteert vroeg of laat in acuut hartfalen, en cystenieren (PKD) leiden tot geleidelijk nierfalen. Verantwoordelijke fokkers laten dieren preventief testen op beide problemen door middel van een DNA-test voor katten. De gentest voor PKD is meteen 100% uitsluitselgevend. Voor HCM is nog geen gentest beschikbaar en daarom laten fokkers hun dieren jaarlijks door een gespecialiseerde dierenarts (cardioloog/radioloog) via een echografie onderzoeken. Dieren die aan een van de twee aandoeningen lijden dienen uit de fok gehaald te worden. Rasverenigingen stellen over het algemeen testen op beide ziektes voor beide ouderdieren verplicht. Kopers van een kitten behoren testuitslagen van de ouderdieren in te kunnen zien. Door het relatief zware gewicht van het ras is ook het laten nakijken van ouderdieren en kittens op het voorkomen van patellaluxatie (loszittende knieschijven) aan te bevelen.

## Fotogalerij

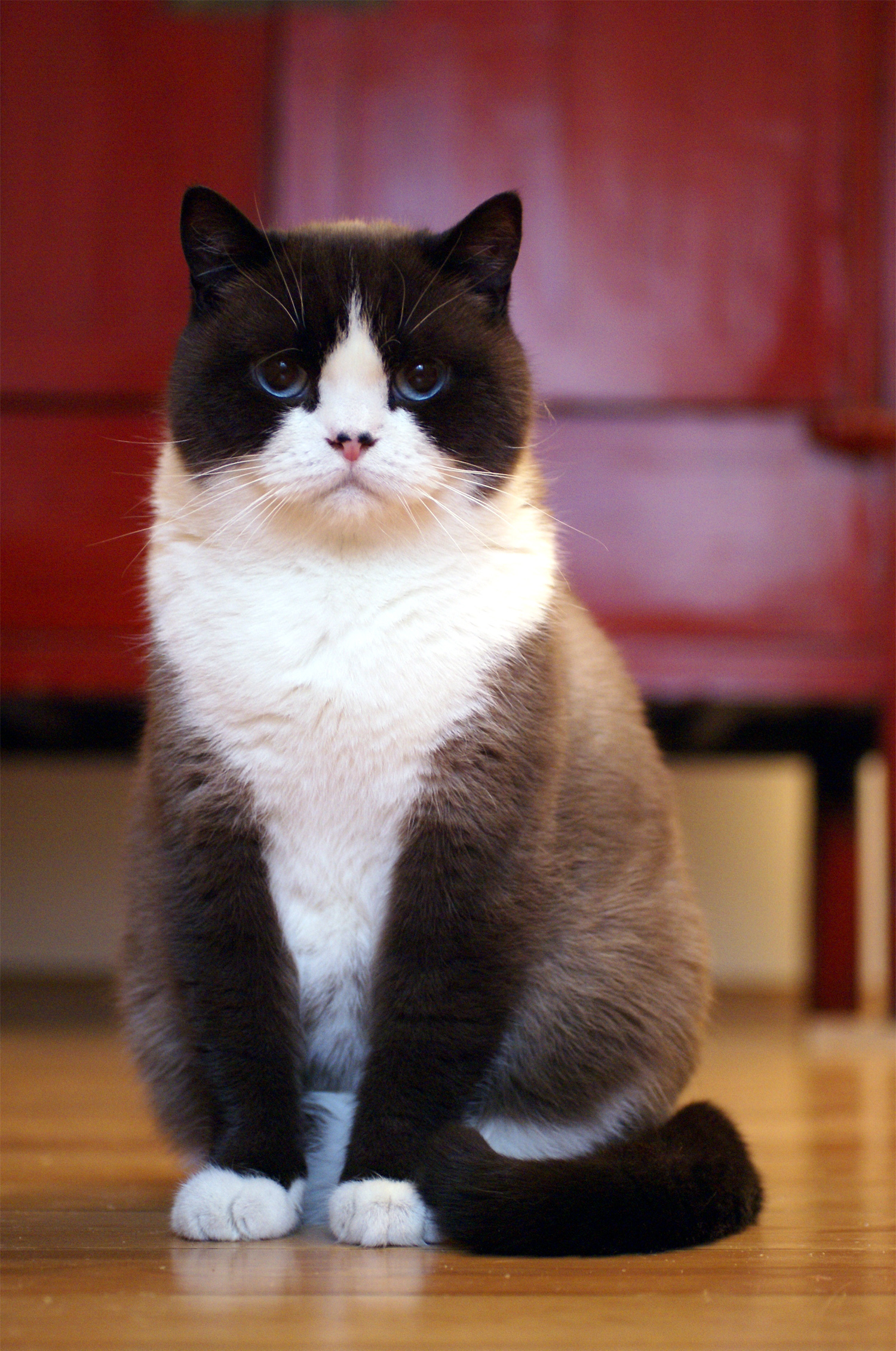
Tweekleurige zwart-colorpoint
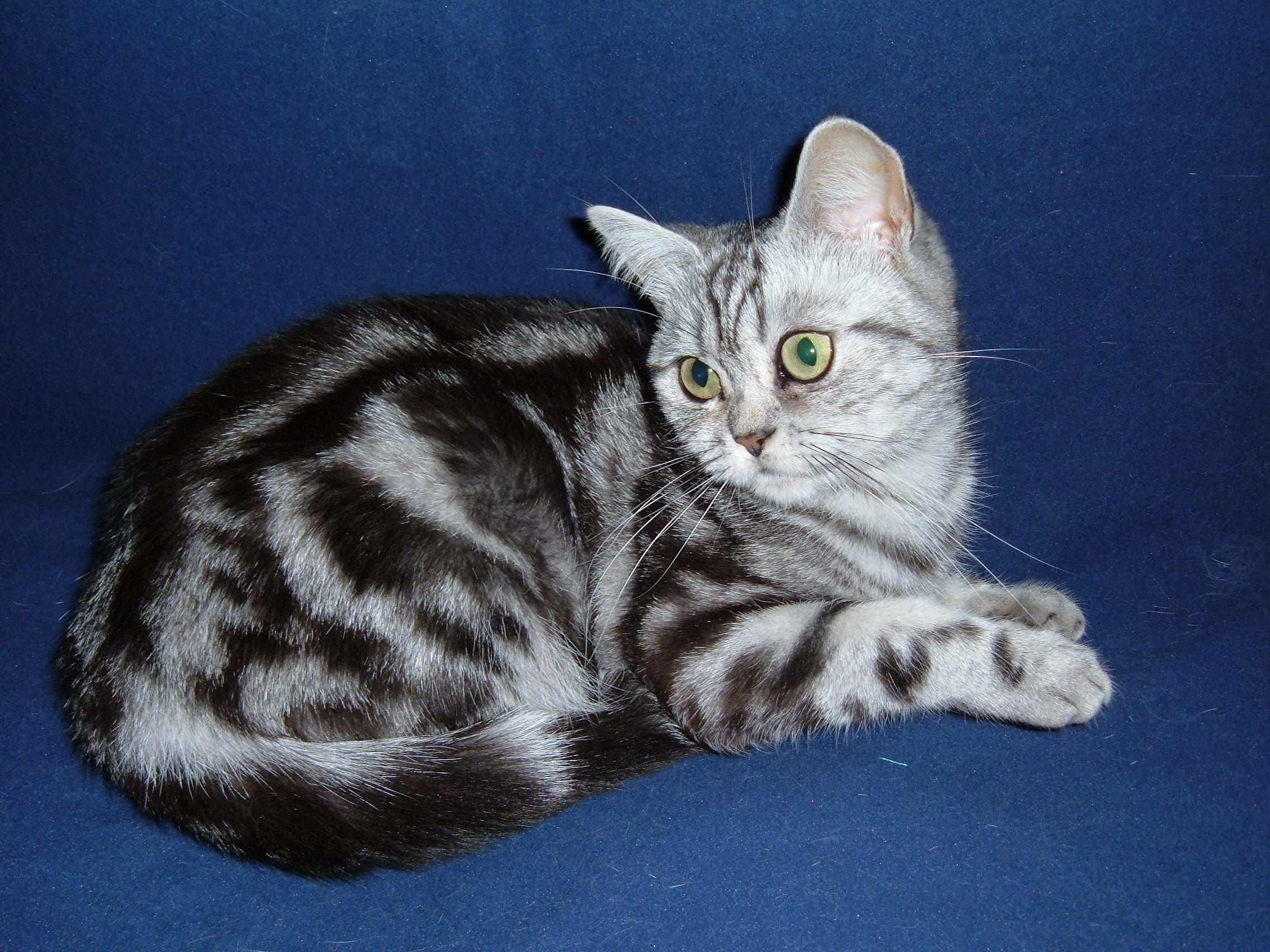
Zwartzilvergemarmerde poes
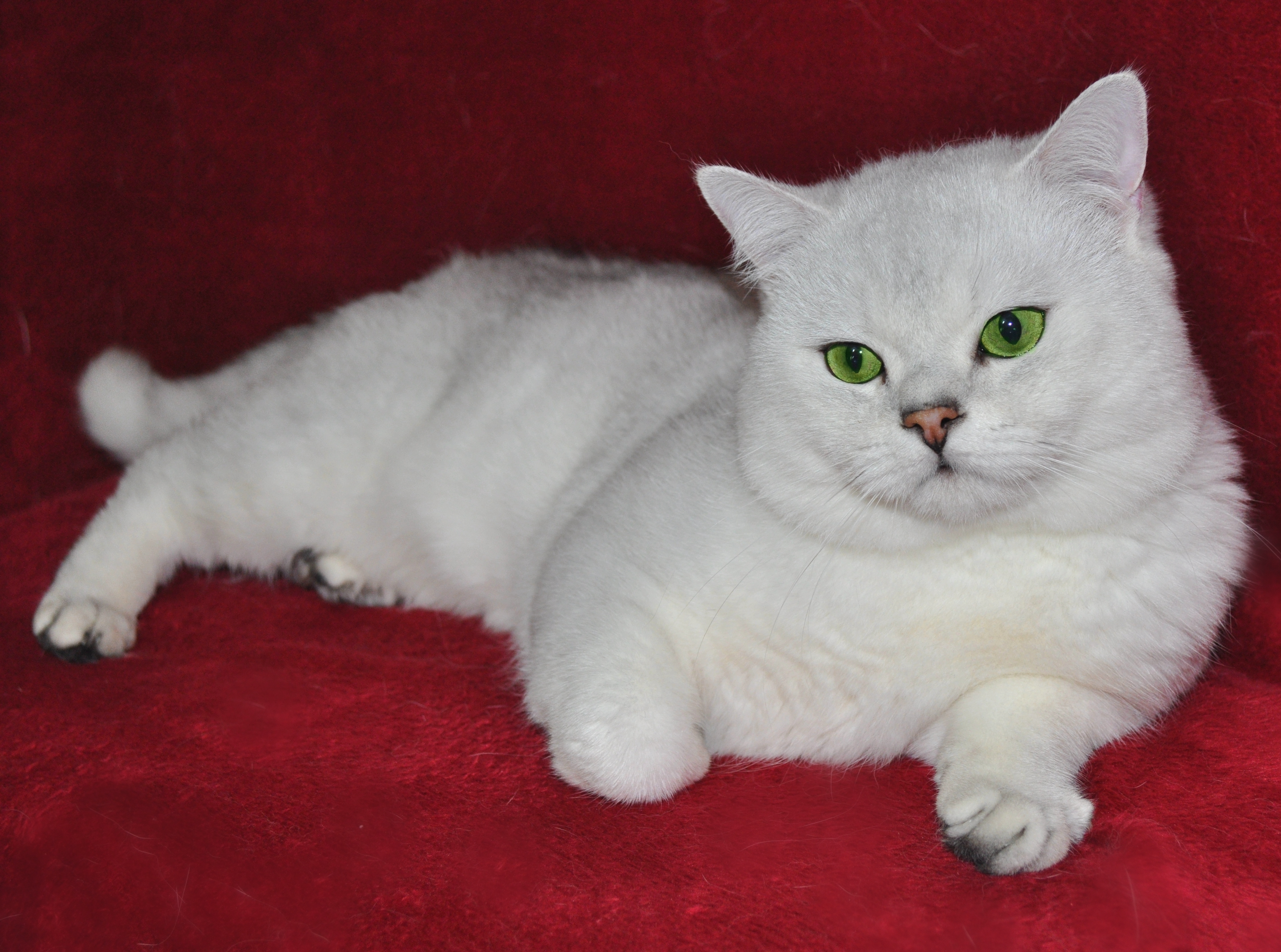
Zwartzilver shaded
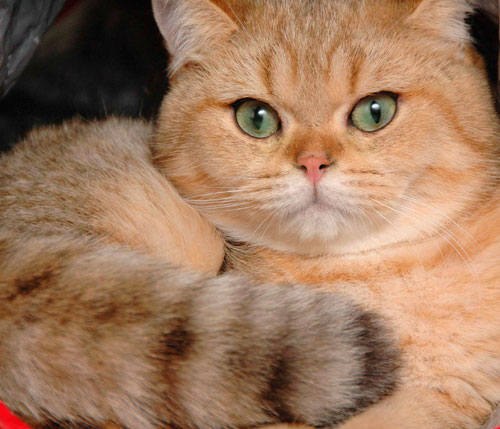
Zwartgouden shaded
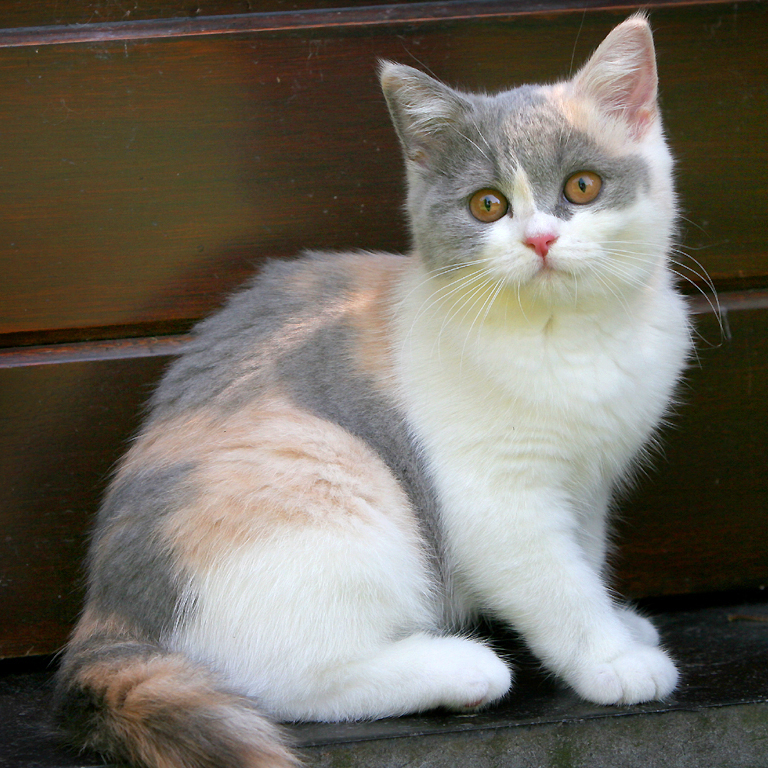
Blauw schildpad en witte kitten
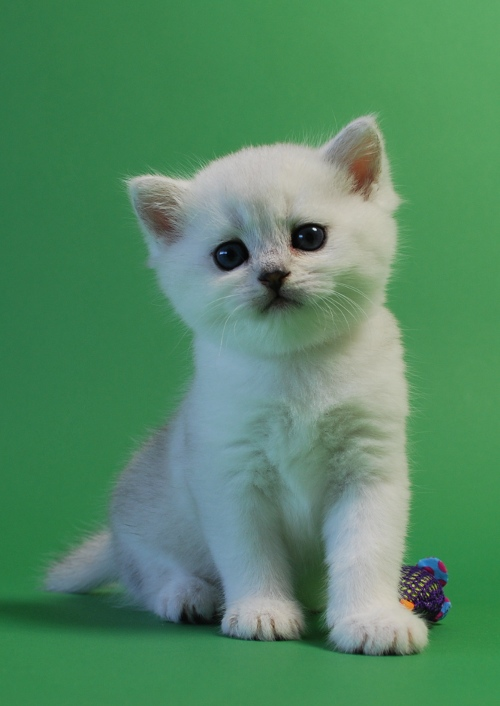
Zwartzilver shaded kitten (5 weken oud)
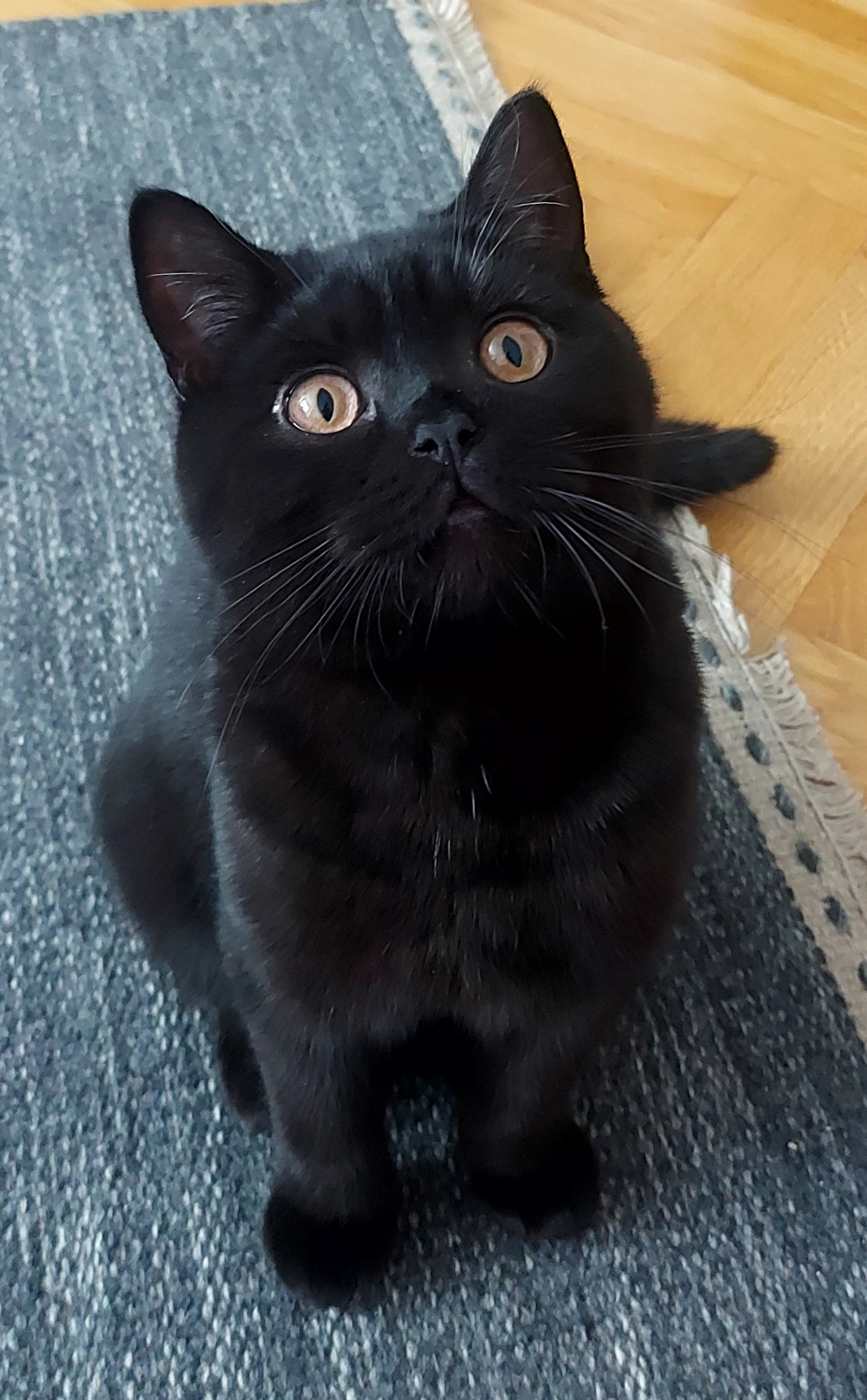
Zwarte Britse Korthaar kat, vijf maanden oud